# Silence
Silence (от английски: „Тишина“) е името на третия албум на финландската група Sonata Arctica. Издаден е през септември 2001 г. с лейбъл Spinefarm Records. Това е единствения студиен албум, в който участва Мико Херкин, напуснал групата по лични причини преди записа на „Winterheart's Guild“.
Вокалистът Тони Како твърди че „Silence“ има по-отличителен звук от предходния „Ecliptica“, описвайки новият албум като по-зрял и по-близък до звука на Соната Арктика. „Silence“ също е с повече емоционална натовареност от предходните творения на групата.
В албума като гост-музикант участва Тимо Котипелто, вокалист на пауър метъл групата Стратовариус.

## Участници
- Тони Како – вокали
- Яни Лииматайнен – китара
- Томи Портимо – ударни
- Марко Паасикоски – бас китара
- Мико Херкин – клавишни
- Тимо Котипелто – последния ред на „False News Travels Fast“
- Ник Ван-Екман – разказвач в „...of Silence“, „The End of This Chapter“, „Last Drop Falls“ и „The Power of One“
- Renay Gonzalez – женски глас в „The End of This Chapter“